# Lulu Wilson
Lulu Wilson (7 d'octubre de 2005) és una actriu estatunidenca coneguda sobretot per les pel·lícules de terror Ouija: Origin of Evil i Annabelle: Creation, així com per l'adaptació de la sèrie de televisió The Haunting of Hill House. Va ser seleccionada com a Gloria Steinem i interpreta el paper dels seus anys d'adolescència a la pel·lícula The Glorias.

## Primers anys
Wilson va néixer al barri de l'Upper East Side del districte de Manhattan de la ciutat de Nova York el 7 d'octubre de 2005. Té dues germanes grans.

## Carrera
Wilson va començar a actuar en anuncis publicitaris amb tres anys. Ha participat principalment en pel·lícules de terror sobrenatural com Deliver Us from Evil, Ouija: Origin of Evil i Annabelle: Creation. També va participar en la pel·lícula de Marvel Studios Doctor Strange, com a Donna, la germana del personatge principal, però la seua escena es va tallar amb finalitats de ritme.